# Kasteel Zwijnsbergen
Kasteel Zwijnsbergen is een kasteel en landgoed gelegen aan de waterloop Zandleij in Helvoirt in de Nederlandse provincie Noord-Brabant. 

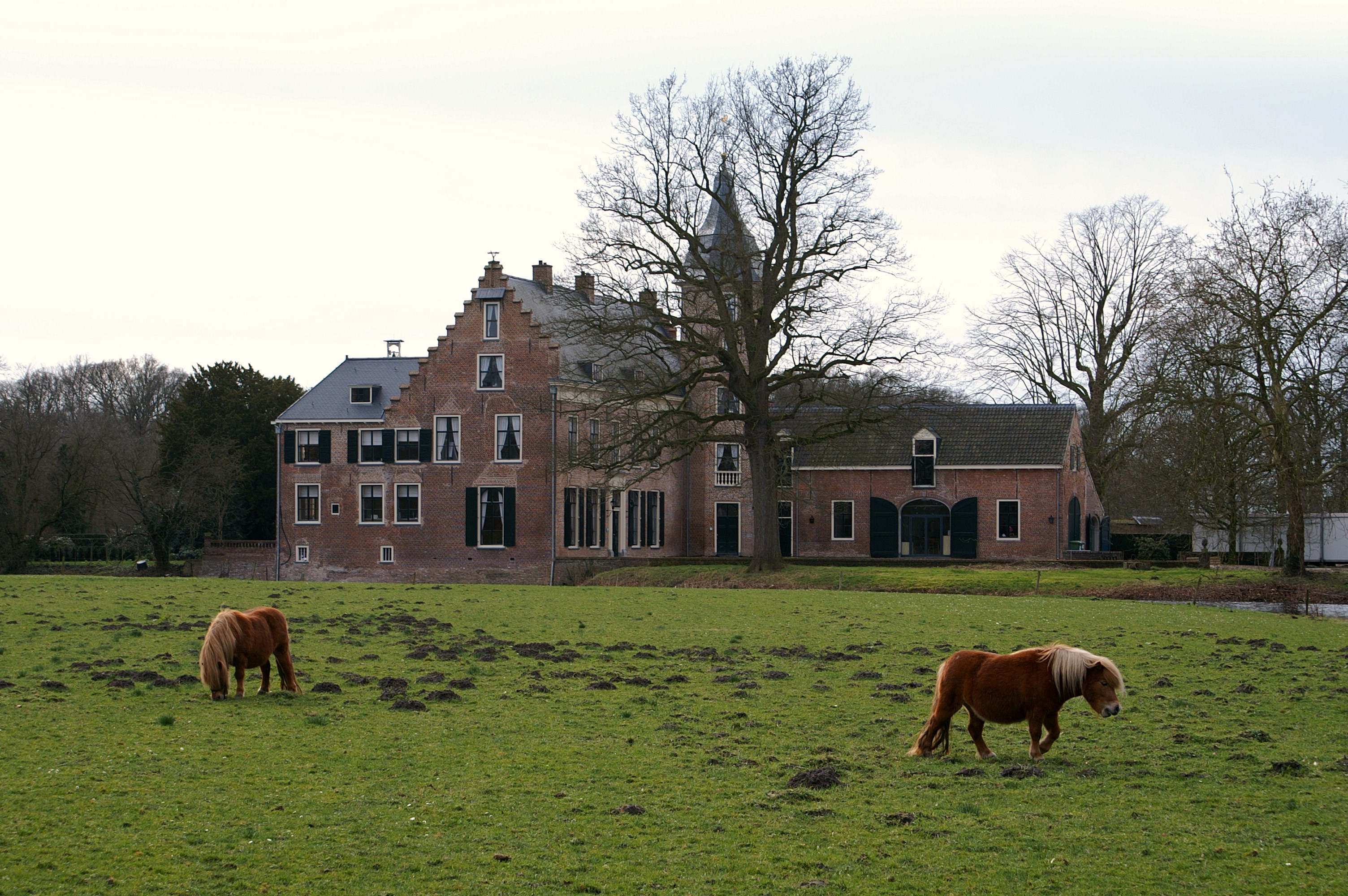
Kasteel Zwijnsbergen met pony's, 2010

## Geschiedenis
Oorspronkelijk lag op deze plaats een leengoed (mansus Zwensberch), dat een versterkte hoeve bezat. De eerste bezitter was waarschijnlijk de familie De Sweensbergh. Tussen 1382 en 1387 was er sprake van Katharina en van Johannes Sweensberch. In 1428 was er sprake van Jan van Zwijnsbergen (Johannes de Zweensberge). Deze bezat in 1432 een hof in Helvoirt bij de brug, wat op Zwijnsbergen betrekking moet hebben gehad. Deze begon waarschijnlijk met de bouw van het versterkte kasteel. In 1444 verkocht hij het goed aan Willem Aerts van Heirn.
Deze bouwde in 1446 het huis verder uit en na zijn dood kwam Zwijnsbergen aan zijn neef, Herman Aerts van Heirn. Daarna wordt nog ene Jan Wouter Olyslegers als eigenaar genoemd.
In 1542 kwam het kasteel voor de helft in handen van de Zusters Clarissen uit 's-Hertogenbosch. De andere helft was in bezit van Lambert Joost Roelofs, gehuwd met Maria Olyslegers.
In 1551 werd Walraven Draeck de nieuwe eigenaar, gehuwd met Maria Goyarts de Jeger. In 1559 verkochten de erven Draeck het huis aan Hendrik Bloeyman, die in 1560 de heerlijke rechten van Helvoirt verwierf. Het betrof toen een groot stenen huys, steenen putte, brauwehuys, backhuys, torffhuys, verckenskoeye, hoff, bogaert, ledige plaetse, tsamen omgraven zijnde. Na Hendriks dood in 1584 volgde zijn zoon Jan Bloeyman hem op. Er was toen sprake van een magnifique, goet en sterck casteel rondsom in zijn gragten. Jan overleed echter reeds in 1593.
Via vererving kwam het kasteel vervolgens in handen van de familie Van Grevenbroek. Deze bezat onder meer ook de heerlijkheden Mierlo en Lierop. Er was sprake van Erasmus van Grevenbroek, getrouwd met ene Johanna, en daarna diens zoon, Cornelis van Grevenbroek, gehuwd met Anne van Eyck, dochter van de heer der Heerlijkheid Nuenen, Gerwen, Nederwetten en Tongelre. In 1657 werd de heerlijkheid Helvoirt echter ingelost door de Staten-Generaal van de Republiek van de Verenigde Nederlanden. Cornelis was nu feitelijk nog slechts kasteelheer van Zwijnsbergen. Hij stierf in 1669. Daarna werd hij mogelijk door zijn zoon Hans Hendrik opgevolgd, en na diens dood in 1683 door zoon Cornelis van Grevenbroek.
Na Cornelis' dood in 1718 werd Zwijnsbergen verkocht aan Anthony Martini, professor en predikant. Het betrof toen een adelijck Casteel, gemeenlyck genaamt Swijnsbergen, bestaende in eenen schoone en wel doortimmerde suffisante hysinghe, brouwhuys, enz. Anthony stierf in 1730. Joan Ernst Sloet werd de volgende eigenaar. Hij stierf in 1749 en daarna volgden tal van eigenaars. In 1817 werd het kasteel ingrijpend verbouwd. In 1820 werd het huis gekocht door François de Jonge, wiens zoon Marinus in 1825 in de adelstand werd verheven en de naam Van Zwijnsbergen toevoegde aan zijn naam De Jonge. Uiteindelijk moest hij het kasteel in 1905 verkopen, waarna het enige tijd leeg stond en in verval raakte. Het werd gerestaureerd en in 1914 werd Frans Johan van Lanschot, gehuwd met Maria van Meeuwen, de bezitter van Zwijnsbergen. Hij bleef er na het neerleggen van zijn burgemeestersambt van 's-Hertogenbosch tot aan zijn dood in 1949 wonen. De familie Van Lanschot is nog steeds in het bezit van Zwijnsbergen.

## Gebouw
De kelders, met rib- en tongewelven, stammen uit de 15e eeuw. De zeskantige toren is 16e-eeuws (omstreeks 1552). Ze bevat vijf torenkamers. Het hoofdgebouw in de huidige vorm met trapgevels stamt uit de 17e eeuw, maar de grondslag hiervoor werd in de 15e eeuw gelegd. In 1817 vond een ingrijpende verbouwing plaats waarbij het versterkte karakter van het kasteel is verdwenen. Wel werden er stucplafonds en fraai bewerkte schoorstenen aangebracht. Ook werd toen de tuin aangelegd door Jan David Zocher. De portierswoning werd in 1847 gebouwd en de stallingen in 1847.
Het kasteel door Monumentenzorg aangewezen als 'Historische Buitenplaats'.
In maart 2001 is door een brand het hoofdgebouw en de traptoren aanzienlijke schade aangebracht. Het kasteel is weer in zijn oude staat herbouwd na de brand, waarbij schilderijen model hebben gestaan.
Het kasteel is in particulier bezit bij de familie Van Lanschot en niet toegankelijk voor bezichtiging.

## Landgoed
Het landgoed Zwijnsbergen meet 21 ha. De helft bestaat uit bos en de andere helft uit weilanden met lanen en een kolk. 5 ha is in het bezit van de Vereniging Natuurmonumenten, de rest is bezit van de Erven Van Lanschot. Het gebied is toegankelijk op wegen en paden.
Aldendriel · Asten · Barendonk · De Blauwe Kamer · Blokhuis te Leensel · Blokhuis te Liessel · Blokhuis op Ter Vloet · Bokhoven · Bouvigne · Bronkhorst · Boxmeer · Breda · Kasteel Croy · Cranendonck · De Donk (Someren) · Dommelrode · Dussen · Eckart · Eikenlust · Emmaus · Eymerick · Frisselstein · Gageldonk · Geldrop · Gemert · Groot Kasteel · Klein Kasteel · Groenendaal · De Hattert · Heeswijk · Heeze · Helmond · Henkenshage · Hooghuis op de Schouw · De Laar · Loon op Zand · Markiezenhof · Het Makken · Maurick · Meeuwen · Mierlo · Muggenheuvel · Nemerlaer · Nieuw-Herlaar · Nieuwenroy · Oijen · Onsenoort · Het Oortje · Oud Beijsterveld · Oud-Herlaar · 't Oude Huys · Rijswijk · Seldensate · Slotjes van Oosterhout · Soeterbeek · Stakenborch · Stapelen · Strijdhoef · Strijen · Tilburg · Paleis-Raadhuis · Tongelaar · Walstein · Wamberg · Het Witte Kasteel · Wouw · Zuidewijn · Zwijnsbergen